# Crna Reka
Die Crna reka [ˈʦr̩na ˈrɛka] (mazedonisch Црна Река; kurz auch nur Crna, deutsch: „Schwarzer Fluss“; in der Antike Erigon) ist ein rechter Nebenfluss des Vardar in Nordmazedonien. Seine Länge beträgt 207 Kilometer. 
Er entspringt in der Nähe des Dorfes Želesnec in einer Höhe von 760 Metern. In der Nähe des Dorfes Vozarci mündet die Crna in den Vardar, der in die Ägäis entwässert.
Zuflüsse der Crna sind Dragor, die Jelaška reka, Belašica und Blato.
Das Crna-Schwemmgebiet in den Crna-Sümpfen östlich von Bitola war bis zu seiner Trockenlegung 1959 ein bedeutendes Sumpfgebiet und Brutgebiet von Hunderten von Krauskopfpelikanen, Rosapelikanen und anderen Wasservögeln.